# Francolinus gularis
Francolinus gularis е вид птица от семейство Phasianidae. Видът е световно застрашен, със статут Уязвим.

## Разпространение
Видът е разпространен в Бангладеш, Индия и Непал.